# 몸 전체로 사랑을 (1986년 영화)
"몸 전체로 사랑을"은 1986년에 개봉한 대한민국의 영화이다.

## 캐스팅
- 오수미 : 민지숙 역
- 임성민 : 지석우 역
- 김청 : 주희 역
- 최화정 : 나미 역
- 김진해
- 김석옥
- 진봉진
- 김정철
- 이영욱
- 김동수
- 조선묵
- 한송이
- 조주미
- 김경애
- 최재현
- 전현숙
- 김숙경
- 홍순기
- 문명권
- 장희숙
- 김정화
- 마형주
- 신혜영
- 김정건
- 조민희
- 심회만 (우정출연)
- 하얏트리젠시D.J 그레이지.초이 우정출연)
- 김부선 (특별출연)
- 차철순 (특별출연)